# Gare de Brest
À ne pas confondre avec la gare centrale de Brest en Biélorussie.
La gare de Brest est la gare ferroviaire française terminus de la ligne de Paris-Montparnasse à Brest, située en surplomb de la rade à proximité du centre de la ville de Brest, dans le département du Finistère, en région Bretagne.
Elle est mise en service en 1865 par la compagnie des chemins de fer de l'Ouest. C'est une gare de la Société nationale des chemins de fer français (SNCF), desservie par le TGV et des trains express régionaux TER Bretagne.

## Situation ferroviaire
Établie à 43 mètres d'altitude, la gare de Brest est située au point kilométrique (PK) 622,422 de la ligne de Paris-Montparnasse à Brest, après la gare de Kerhuon (auparavant, la gare du Rody s'intercalait). Quatre kilomètres avant la gare, un embranchement permet de rejoindre le port de Brest.

## Histoire

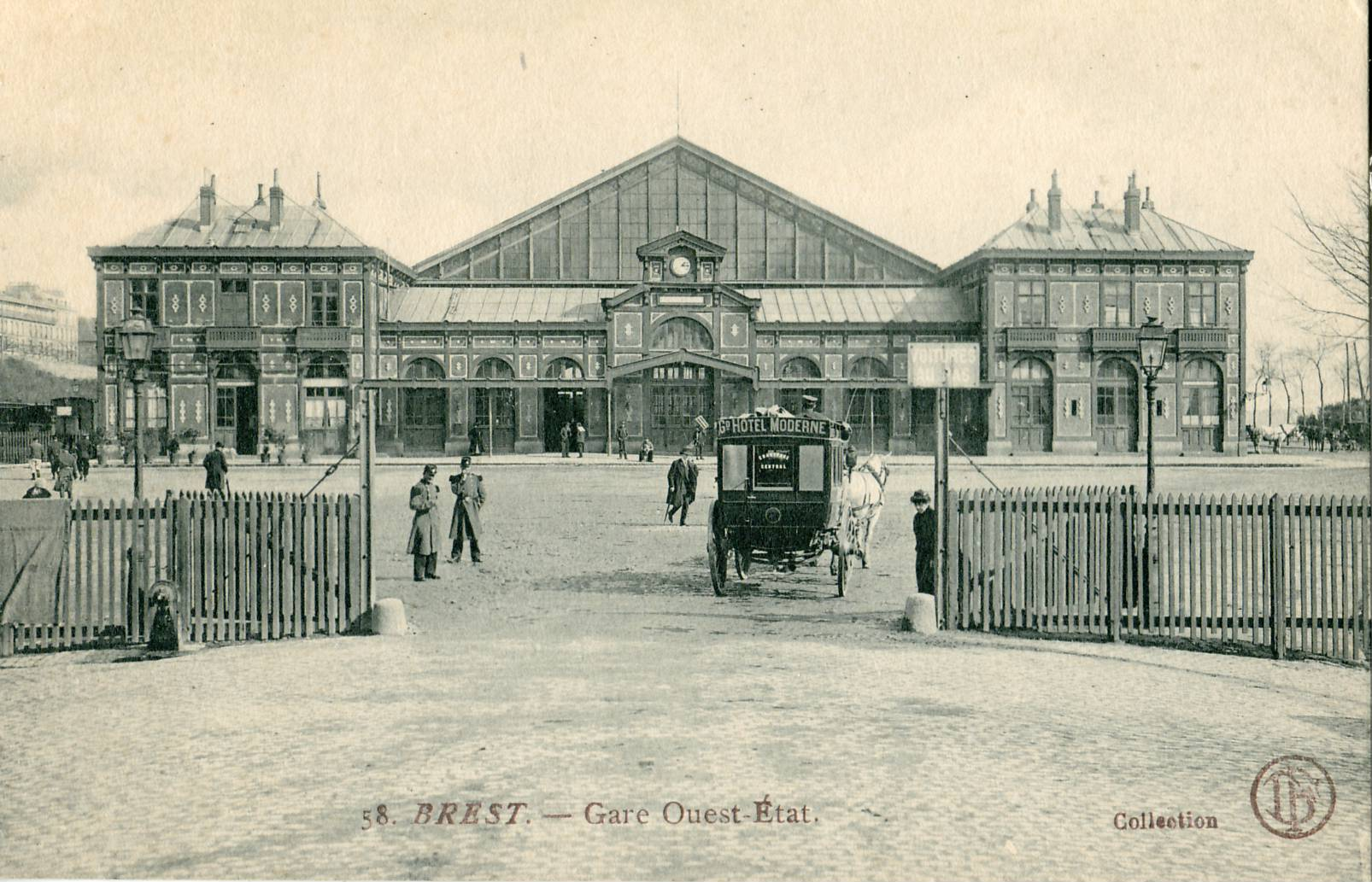
La première gare de Brest.

Le chemin de fer est arrivé à Brest en 1865 après la construction du viaduc de Morlaix. La première gare est inaugurée le 25 avril 1865. Le trajet pour Paris durait alors 18 heures.
Le bâtiment voyageurs actuel est construit en 1936 et 1937 par Urbain Cassan dans un style Art déco. Le bas-relief en granit rose qui orne la tour, dont il ne reste plus que la partie basse, représente des sujets évoquant la Bretagne (sculpteur Lucien Brasseur) ; la partie haute, endommagée pendant la Seconde Guerre mondiale, ne fut pas conservée lors de la rénovation de la gare après-guerre.
Depuis janvier 2018, le hall de la gare est en rénovation afin de désamianter le hall et d'installer des panneaux acoustiques pour éviter la résonance ; des locaux sont également disponibles pour l'arrivée de nouveaux commerces. Initialement, ces travaux devaient prendre fin le 6 juillet 2018 mais des imprévus ayant mis en retard le chantier, leur achèvement est décalé vers septembre-octobre 2018.
Le bâtiment des voyageurs a été inscrit monument historique par arrêté du 19 septembre 2018.
Le 29 mars 2024, les travaux de démolition du bâtiment de la gare routière commencent.

La gare avant 2005, vue depuis la place du 19e-Régiment-d'Infanterie.

## Fréquentation
De 2015 à 2023, selon les estimations de la SNCF, la fréquentation annuelle de la gare s'élève aux nombres indiqués dans le tableau ci-dessous.

| Année                      | 2015      | 2016      | 2017      | 2018      | 2019      | 2020      | 2021      | 2022      | 2023      |
| -------------------------- | --------- | --------- | --------- | --------- | --------- | --------- | --------- | --------- | --------- |
| Voyageurs                  | 1 653 322 | 1 631 603 | 1 709 736 | 1 722 004 | 1 962 604 | 1 305 129 | 1 760 542 | 2 370 384 | 2 572 723 |
| Voyageurs et non voyageurs | 2 066 652 | 2 039 504 | 2 137 171 | 2 152 505 | 2 453 255 | 1 631 411 | 2 200 677 | 2 962 980 | 3 215 904 |

## Service des voyageurs

### Accueil
Gare SNCF, elle dispose d'un bâtiment voyageurs, avec guichets et salle d'attente, ouvert tous les jours. Elle est équipée d'automates pour l'achat de titres de transport. C'est une gare « Accès Plus » avec des aménagements, équipements et services à la disposition des personnes à la mobilité réduite. En gare, on trouve également une boutique de presse et un buffet.

### Desserte

#### TGV

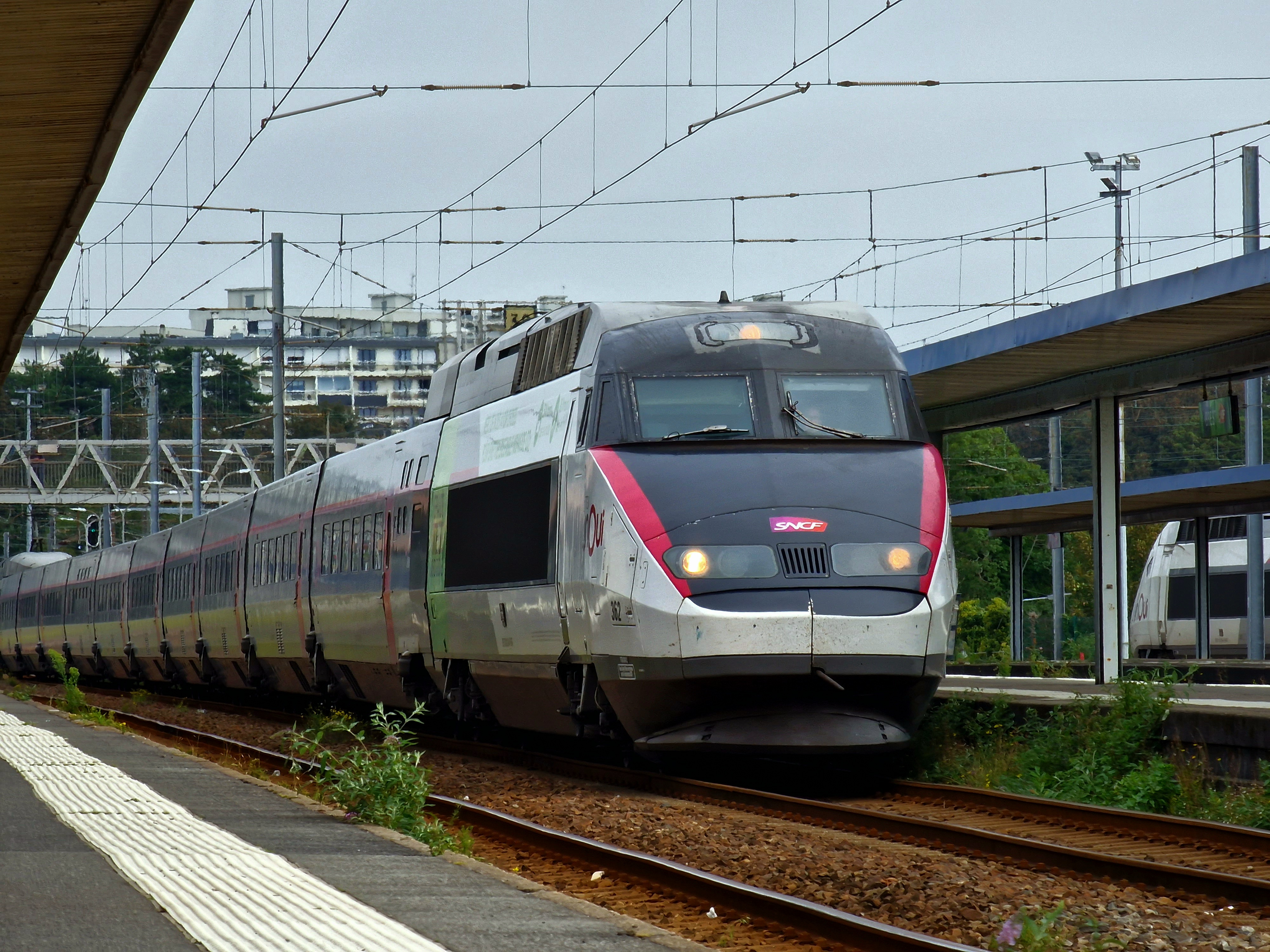
Rame TGV Atlantique desservant la gare de Brest.

Brest est desservie jusqu'au 1er juillet 2017 par des TGV la reliant à Paris (gare de Paris-Montparnasse) en un peu plus de 4 h 15 min contre 16 h 10 min en 1867 et 7 h 50 min en 1936. Depuis le 2 juillet 2017, date de la mise en service de la LGV Bretagne-Pays de la Loire, le trajet Paris – Brest s'effectue en un peu plus de 3 h 20 min. Ces TGV circulent avec les marques TGV inOui et Ouigo.

#### TER Bretagne
Brest est desservie par des trains TER Bretagne qui circulent sur la ligne 1 (Rennes - Saint-Brieuc - Brest), la ligne 11 (Landerneau - Brest), la ligne 21 (Saint-Brieuc - Morlaix - Brest), la ligne 22 (Morlaix - Brest) et la ligne 31 (Brest - Landerneau - Quimper - Vannes - Nantes).

### Intermodalité
Un parc pour les vélos et un parking sont aménagés à ses abords. Elle est desservie par les lignes d'autobus du réseau Bibus aux arrêts distants Kennedy Gare et Gambetta Gare (lignes 2b, 5, 26 et 90) ainsi que par les autocars du réseau BreizhGo ; la desserte est adaptée aux travaux de la ligne B du tramway de Brest au 22 mai 2023.